# 필라델피아 실험

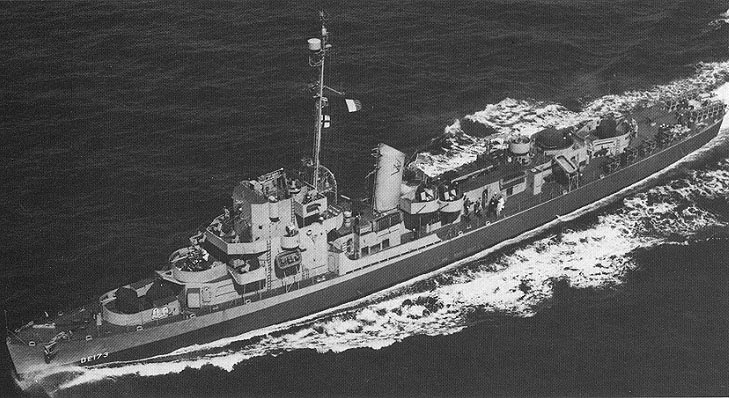
1944년 경, USS 엘드릿지 (DE-173) 함

필라델피아 실험(Philadelphia Experiment)은 펜실베이니아 주 필라델피아 앞바다에서 미 해군의 구축함이 투명해졌다가 순간이동을 했다가 다른 차원으로 가서 외계인을 만났다가 마침내는 시간여행을 했다는 도시 전설이다.

## 내용
1955년, 천문학자이자 UFO 신봉자인 모리스 제셥(Morris K. Jessup)은 카를로스 아옌데(Carlos Miguel Allende, 이명은 Allen)라는 사람에게서 자신이 2차 세계대전 당시 필라델피아 앞바다에서 실시된 실험을 목격했다는 편지 두 통을 받는다. 편지에서 알렌데는 엘드릿지(USS Eldridge) 함이 투명해졌고, 뉴욕으로 순간이동을 했다가, 다른 차원으로 이동해서 외계인을 만났다가, 시간여행을 한 뒤, 선원들 몇 명이 죽거나 배와 하나가 된 채로 돌아왔다고 적었다. 제셥은 '또라이의 헛소리'라고 일축하고는 편지를 무시해버렸다.
이태가 지나 1957년 초, 제셥은 미국 해군연구청에게서 겉면에 "부활절 잘 보내세요"라 적혀 있고 자신의 저서 《만약 그게 UFO라면?(The Case for the UFO)》이 담긴 황색 봉투를 소포로 받는다. 그런데 책의 여백이란 여백은 모조리 주석으로 빽빽하게 차 있었다. 주석이 분홍색 잉크 세 종류로 쓰여 있는 것으로 미루어 총 세 명이 주석을 단 것으로 짐작되었다. 한 명은 이름이 '제미(Jemi)'였다. 해군연구청은 나머지 두 명에게 'A씨(Mr. A)', 'B씨(Mr. B)'라는 이름을 붙였다.
이들은 서로를 집시라 불렀으며, 외계에 살고 있는 두 '종족'을 두고 주석으로 논쟁을 벌였다. 맞춤법은 엉망이었다. 또 제셥이 책에 쓴 내용을 상당히 많이 인용했고, 필라델피아 실험의 내용을 애매하게 언급했다. 필적과 대화 주제를 분석한 제셥은 알렌데 혼자서 펜 세 자루로 모든 주석을 썼다는 결론을 내렸다. 그는 바로 사(Varo Manufacturing Company)에 의뢰하여 이 주석 범벅이 된 판을 100부 인쇄, 출판하였다(비용은 해군연구청이 지원했다). 나중에 이 출판본은 회사 이름을 따서 '바로 판', '바로 주석 판'이라 불렸다.
제셥은 계속 UFO를 다루는 책을 출판하려 했지만 매번 고배를 마셔야만 했다. 출판사까지 등을 돌리자 1959년 4월 30일 그는 끝내 자살하고 만다.

### 재창작
그렇게 또 몇 년이 지나고 1963년, 빈센트 가디스라는 사람이 초자연적 현상을 논하는 《지평선은 투명하다: 바다에 숨겨진 비밀(Invisible Horizons: True Mysteries of the Sea)》라는 책을 낸다. 책에서 가디스는 바로 판에서 언급되는 실험을 재구성한다.
1978년에는 조지 심슨과 닐 버거가 소설 《무(Thin air)》를 출판한다. 작중에서(배경은 현대) 해군범죄조사청(Naval Investigative Service) 요원인 주인공은 전쟁 중에 벌어진 투명화 실험과 순간이동 음모를 파헤친다.
1979년에는 규모를 상당히 키운 소설이 발표되었다. 베스트셀러 《버뮤다 삼각지대》를 쓴 작가 찰스 벌리츠와 UFO를 신봉하는 윌리엄 무어가 합작하여 《필라델피아 투명화 실험 계획(The Philadelphia Experiment: Project Invisibility)》을 출판하였다. 이 소설은 구축함 실험에 그치지 않고 각종 기이한 사건, 정부의 사실 은폐 시도, 나아가 아인슈타인이 수립했으나 유실됐다는 통일장 이론까지 다루었는데, 작가들은 '사실에 기반'한다고 자부했으나 그들이 제시한 근거는 알렌데가 제셥에게 쓴 편지밖에 없었다. 무어와 벌리츠는 결말부에서 '타운젠드 브라운의 역장(Force Fields)'을 설명하는 데 한 장을 통째로 할애하였는데, 브라운은 여기서 미 해군에 종사하는 기술자로 등장한다.
스테와트 라필은 이 소설에 영감을 받아 1984년 시간 여행 영화 《필라델피아 실험(The Philadelphia Experiment)》를 감독하였다. 소설의 줄거리를 많이 차용하였으나, 그는 원래 이야기를 더욱 극적으로 만드는 데 집중하였다. 1990년에는 엘드리지 함의 선원이자 실험 참가자였다고 자칭한 알프레드 비엘렉은 영화가 실험을 제대로 묘사했다며 칭찬했고, 더욱 자세한 묘사를 곁들여 인터넷에 게시했다. 그가 인터넷에 올린 주장 일부는 주류 신문사가 다루기도 하였다.

### 실험 과정
실험 과정에 대해서 서로 다르거나 아예 모순되는 주장이 수없이 제기되었다. 이하는 대부분의 주장에서 일치하는 것만을 추린 실험 과정이다.
실험 구상에 대한 의견은 분분하나, 모두 아인슈타인의 통일장 이론을 바탕으로 한다. 몇몇 주장에 따르면 알려지지 않은 '연구자'들은 통일장 이론을 적용하면 거대한 발전기를 이용하여 물체 주위에서 빛을 휨으로써 물체를 안 보이게 할 수 있다고 생각했다. 해군은 이 발상의 군사적 가치를 높게 평가하고 실험을 지원했다.
또 어떤 주장에 따르면 중력을 이해하려고 했던 아인슈타인의 시도를 잇고자 '연구자'들이 해저에 중력과 자기력을 측정하는 장치를 내려보낼 준비를 했다고 한다. 이 주장에는 나치 독일이 반중력를 탐구하며 실행했던 비밀 실험 이야기도 들어가 있으며, 이는 곧 나치 친위대(SS)와 친위대장 한스 카믈러(Hans Kammler)로 연결된다.
끝없이 난립한 주장 가운데 믿을 것은 하나도 없으나, 상당히 많은 주장에서 공통적으로 말하는 바에 따르면, 엘드릿지 함은 필라델피아 해군 조선소에 필요한 장비를 갖추고 있었다고 하고, 실험은 1943년 여름에 시작되었다고 하며, 실험은 어느 정도 성공했다고 한다. 어떤 실험에서는 엘드릿지 함이 눈에 보일락 말락 하는 수준까지 이렀고, 그때 목격자들에 따르면 녹색 빛이 도는 안개가 배 주위에 꼈다고 한다. 승무원들은 심각한 구역질을 호소했다고 한다. 또한 '보고된' 바에 따르면 선원들이 선체에 '이식'되었다고(선체의 일부가 되었다고)하고, 한 명은 손이 선체와 연결된 상태로 발견되었다고 하며, 몇 명은 "완전히 맛이 가 버렸"다고 한다.
또, 어떤 추측에 따르면, 1943년 10월 28일 다시 한 번 실험을 했는데, 이때는 엘드릿지 함이 투명해지기만 한 게 아니라 푸른 빛이 번쩍 하면서 버지니아주 노퍽 시로 320km 넘게 순간이동을 했다가 다시 돌아왔다고 한다. 갔다가 돌아오는 데는 10분 남짓이 걸렸다고 한다.
이 각양각색 주장들은 대개 승무원들의 심각한 부상을 항상 언급하며, 비밀을 엄수하기 위해 그들이 세뇌되었다는 말을 빼놓지 않는다.

## 진위 검증
역사가 마이크 대시는 "제셥 이후로 '필라델피아 실험'을 말하는 사람 치고 실제로 뭔가 실험을 하거나 연구를 한 사람은 아무도 없었다"라고 했다. 일례로, 1970년대 후반에 알렌데는 수수께끼에 싸여 위치조차 알 수 없는 인물로 묘사되었지만, 그때 고먼(Goerman)은 알렌데의 정체를 통화 몇 차례만으로 추정해냈다. 다른 이들은 문학 작품이 그저 극적으로 묘사하는 데 그칠 뿐 연구는 전혀 하지 않는다고 평한다. 벌리츠와 무어는 작중에 제시된 과학자와의 면담을 예로 들면서 《필라델피아 투명화 실험 계획》이 사실에 기반했다고 주장한다. 하나 이 소설은 앞서 출판된 《무》를 표절했다고 비판을 받았다.

## 같이 보기
- Diffused lighting camouflage(영문)
- 필라델피아 실험(영문)
- 음모론

## 주해
1. ↑  토머스 타운젠드 브라운(Thomas Townsend Brown). 반중력 현상을 발견했다고 믿었던 미국의 발명가(1905~1985)이다. 이 반중력 현상은 UFO 신봉자들이 음모론을 논할 때 자주 언급된다. 실제로 그가 발견한 것은 반중력이 아니라 전기유체역학(Electrohydrodynamics)적 현상이었음이 밝혀졌다. 영문 위키백과의 해당 문서를 참고하라.